# Perm
Perm (rus: Пермь) és la capital del krai de Perm, a Rússia. La ciutat està situada a la ribera del riu Kama, als peus dels Urals. Demogràficament, amb els seus 976.116 habitants (estimació de 2006), és la tretzena ciutat de la federació.
El nom del període Permià prové del d'aquesta ciutat.

## Història
La primera menció escrita de Perm és sota el nom de Iagoxikha (Ягошиха) l'any 1647; tanmateix, la història de la ciutat moderna de Perm s'inicia amb el desenvolupament de la regió dels Urals pel Tsar Pere el Gran. Vassili Tatísxev, nomenat pel tsar com a cap de les factories dels Urals, fundà Perm com també Iekaterinburg.

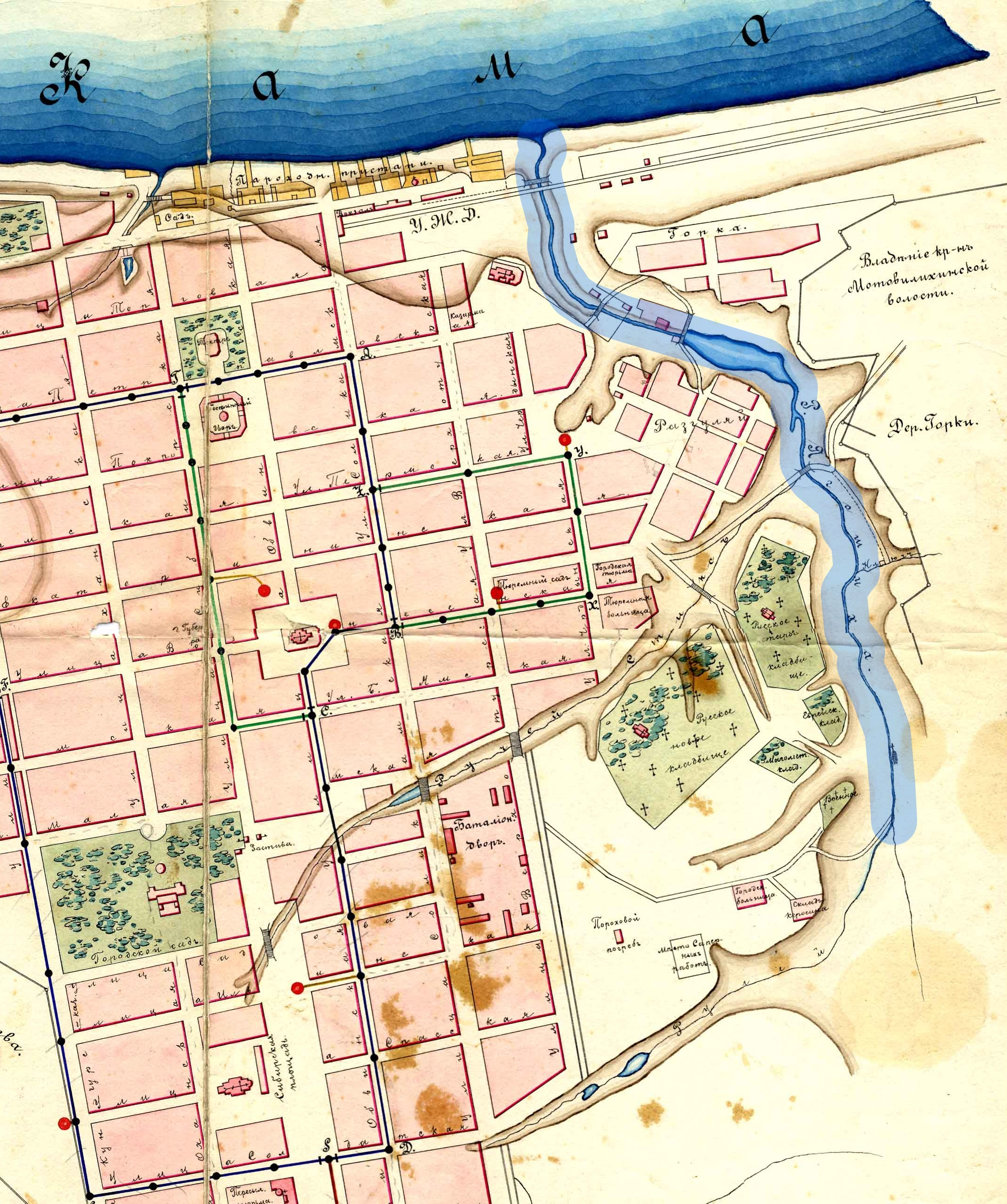
Mapa de Perm i el riu Iagoxikha, 1898

Al segle xix, Perm va esdevenir un gran centre industrial i comercial amb més de 20.000 habitants durant la dècada de 1860, amb diverses fàbriques de metal·lúrgia, paper, i vaixells de vapor. El 1870, es va obrir un teatre d'òpera i el 1871 la primera fàbrica de fòsfor de Rússia. L'any 1916, es va inaugurar la Universitat Estatal de Perm.

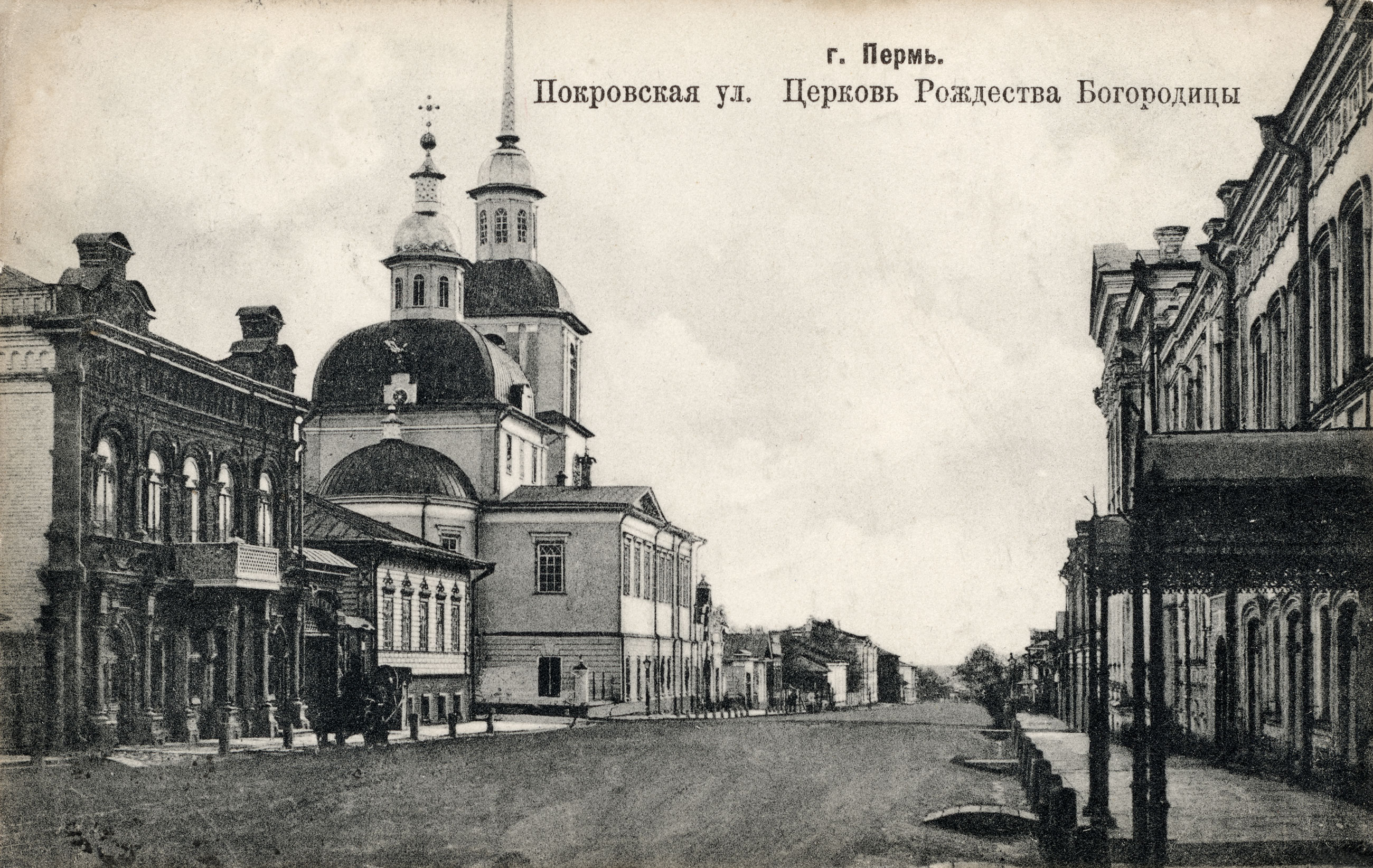
Carrer Pokróvskaia a Perm, 1910

Amb la Guerra Civil Russa, Perm va esdevenir un objectiu principal donat que tenia fàbriques de municions. El 1918, l'Exèrcit Blanc siberià comandat per Anatoli Pepeliàiev va prendre Perm. L'1 de juliol de 1919, l'Exèrcit Roig la va recuperar.

### Període soviètic
A la dècada de 1930, Perm va créixer com a gran ciutat industrial amb fàbriques d'avions, de vaixells i de química. Durant la Gran Guerra Patriòtica (Segona Guerra Mundial), Perm va ser un centre vital per a la producció d'artilleria de la Unió Soviètica. Durant la Guerra freda, Perm va passar a ser una ciutat tancada.

### Ciutat moderna

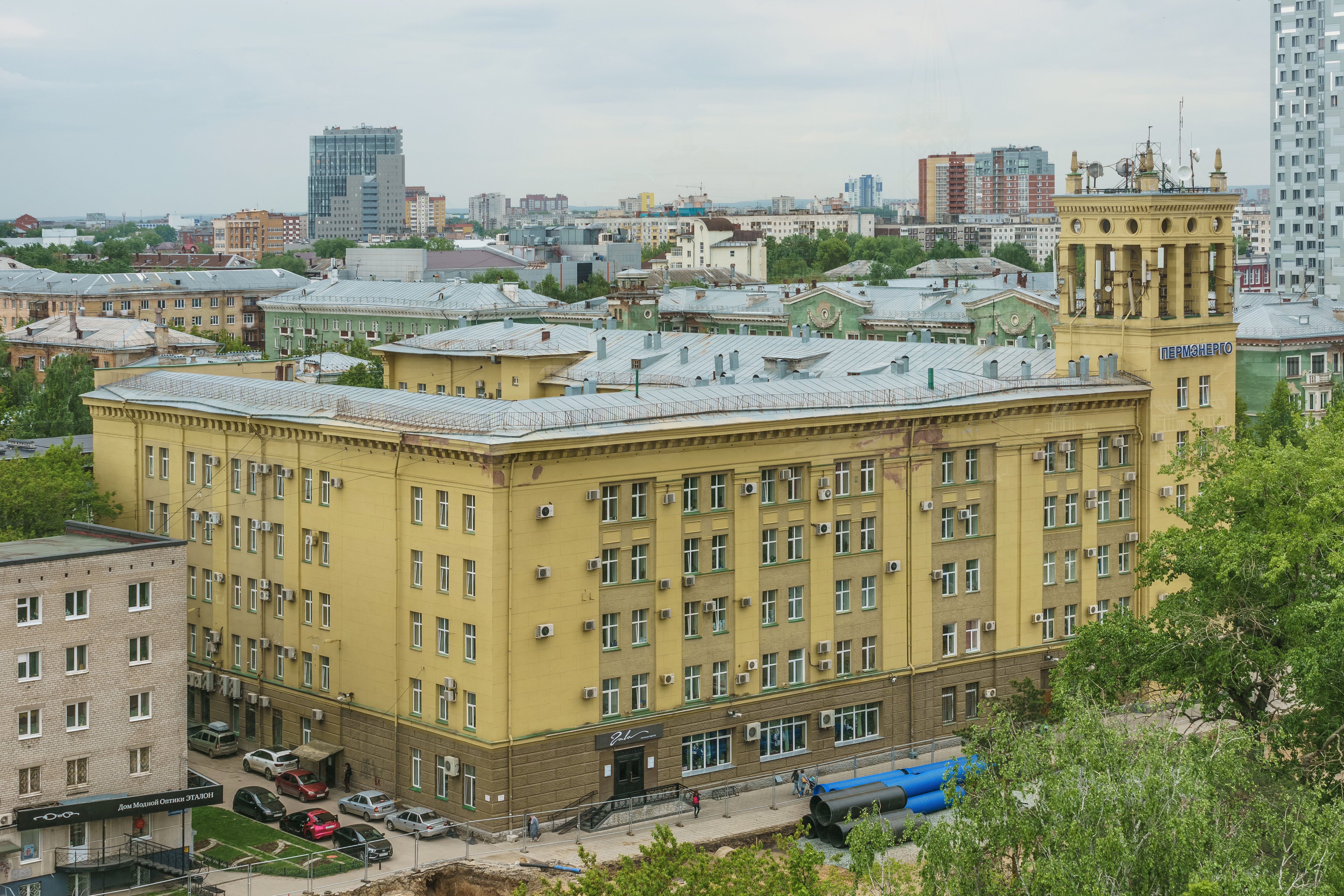
TGC-9

Aquesta ciutat és un gran centre cultural, científic, industrial i administratiu.

## Clima
Perm en la classificació de Köppen té un clima del tipus continental humit (Dfb).
La seva temperatura mitjana anual és de 2,7 °C, la temperatura mitjana de gener és de -12,8 °C i la de juliol 18,7 °C, la pluviometria mitjana és de 657 litres.